# Patrice Annonay

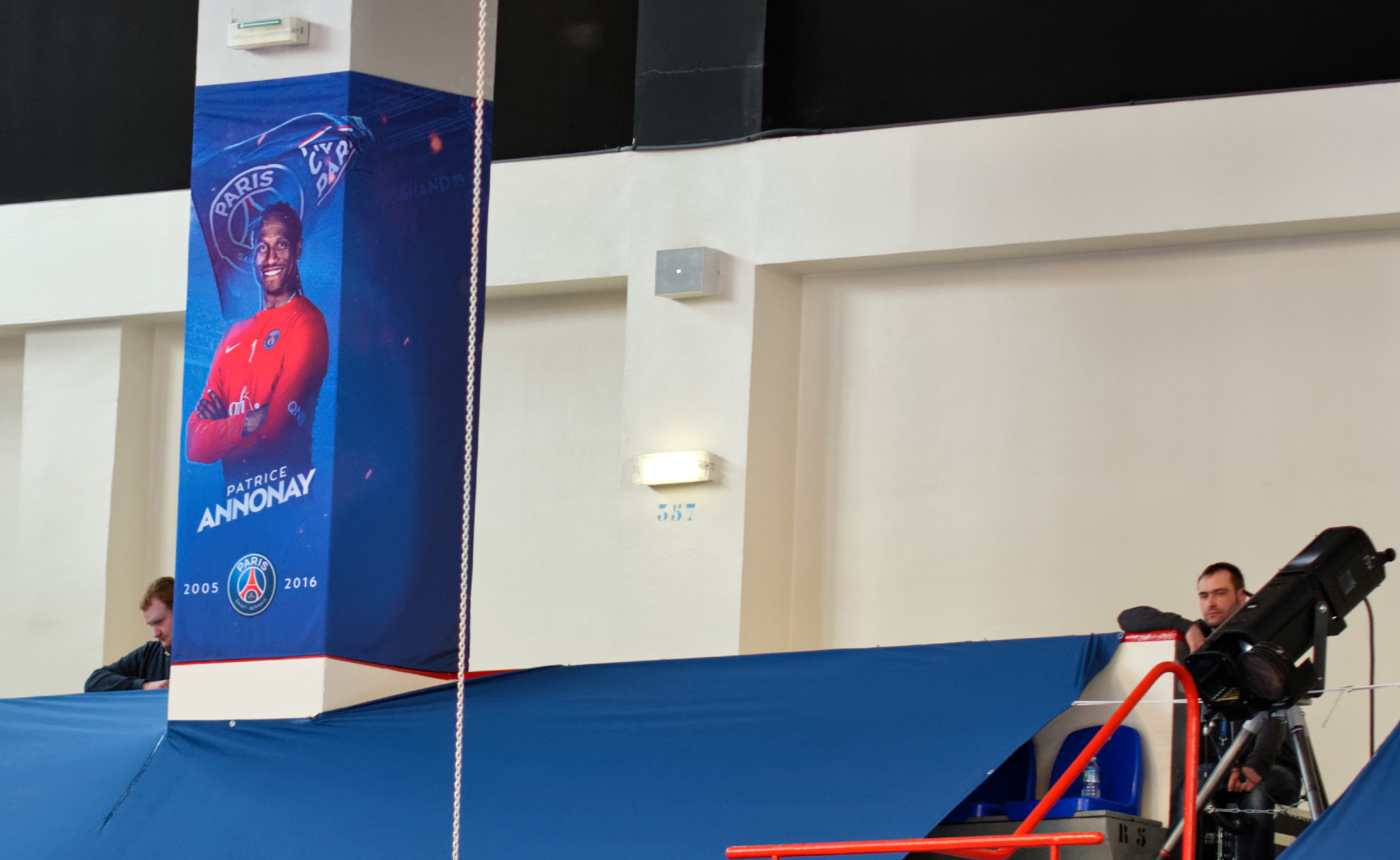
Hommage à Patrice Annonay sur l'une des colonnes surplombant le terrain de Coubertin en 2017.

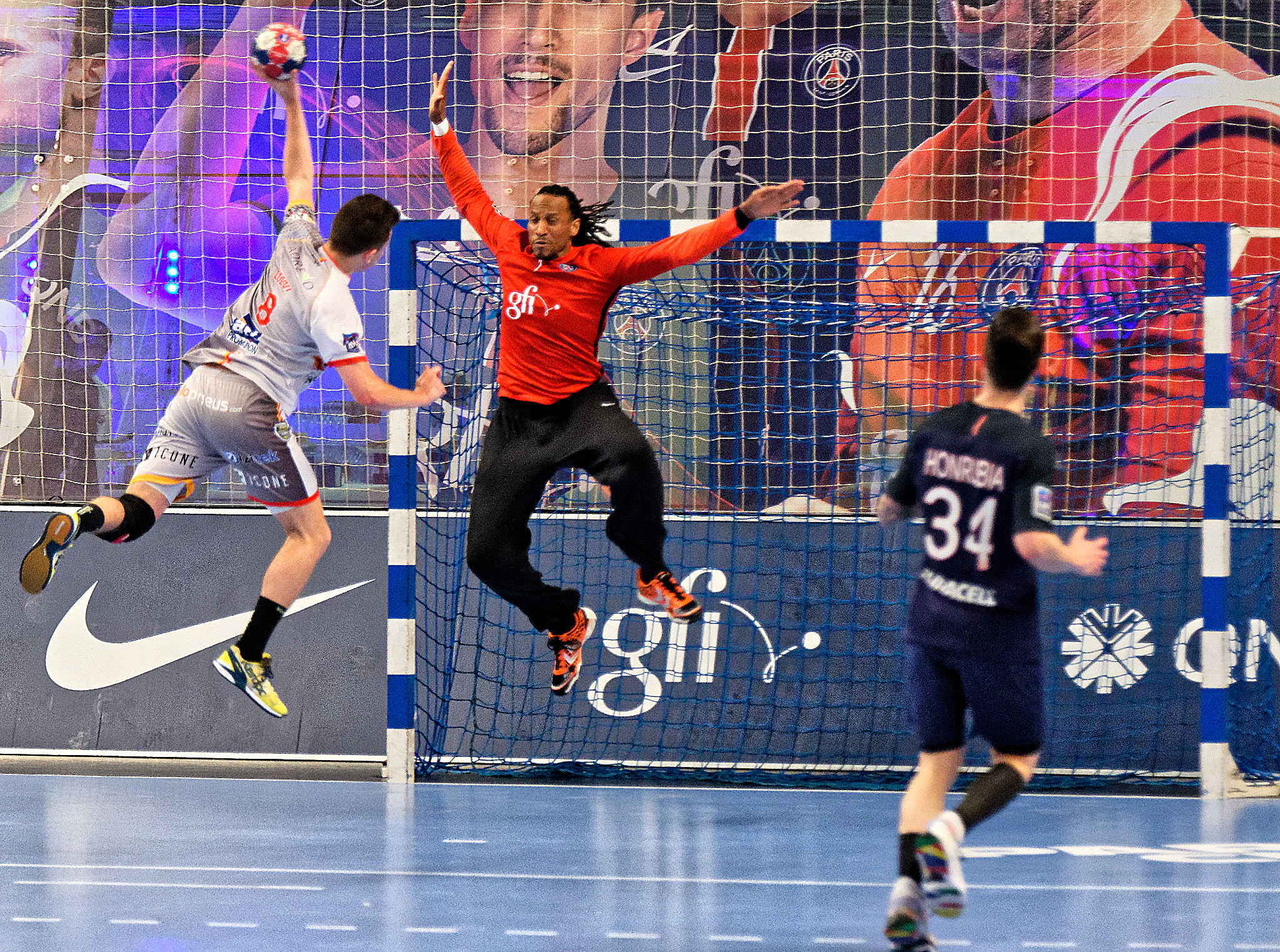
Patrice Annonay à la parade face à Gabriel Loesch (Aix), le 2 juin 2016.

Patrice Annonay, né le 17 mai 1979 à Le Lorrain (Martinique), est un joueur puis entraîneur français de handball. Gardien de but, il a notamment évolué onze saisons au Paris Saint-Germain, étant un des rares joueurs du Paris Handball à avoir été conservé après l'arrivée des investisseurs qatariens.

## Biographie

### Parcours de joueur
Arrivé en 2005 au Paris Handball en provenance d'Angers Noyant HB, il a été de toutes les aventures avec le club de la capitale : victoire en Coupe de France en 2007, la descente en deuxième division en 2009. La saison suivante, il devient champion de D2 et retrouve l'élite, mais le club se sauve de justesse les deux saisons suivantes, notamment en 2012 où Annonay permet au club de se maintenir en réalisant des arrêts décisifs lors des deux derniers matchs.
À l'intersaison 2012, l'arrivée du Qatar Investment Authority change totalement la nature du club qui devient le Paris Saint-Germain Handball. De nombreux renforts tels que Didier Dinart, Luc Abalo, Samuel Honrubia ou encore le danois Mikkel Hansen arrivent, mais surtout, Annonay voit arriver le gardien espagnol José Manuel Sierra, qui deviendra 6 mois plus tard champion du monde 2013. Devenu gardien n°2, il devient champion de France 2013 et réalise malgré tout une bonne saison, au point qu'aucun autre gardien de stature internationale n'est recruté par le club parisien en 2013.
Du fait de la méforme de Sierra en début de saison 2013-2014, il réalise de nombreuses bonnes prestations. En particulier, lors des deux premières journées, il arrête un jet de 7m à la dernière seconde de deux matchs, l'un face à Jérôme Fernandez qui permet au club de faire match nul à Toulouse (29-29), puis l'autre face à Edin Bašić qui permet de remporter la victoire face à Chambéry (30-29).
Une semaine après une très belle prestation lors de l'ultime match capital face au RK Metalurg Skopje pour obtenir la deuxième place du groupe C lors de la phase de groupes de Ligue des Champions, le Paris Saint-Germain Handball annonce la prolongation de son contrat jusqu'en 2016.
En 2016, il rejoint un autre club francilien, Tremblay-en-France HB malgré sa relégation en 2e division, dont il est nommé capitaine et y reste jusqu'en 2021 où il met un terme à sa carrière de joueur. Il est alors distingué dans le Hall of Fame du Tremblay-en-France HB.

### Parcours d'entraîneur
Au terme de son contrat en 2021, il reste toutefois au Tremblay Handball en tant qu'entraîneur des gardiens de but. Une saison plus tard, il devient également entraîneur des gardiennes de but dans le club féminin du Paris 92.
Puis en 2023, il est nommé entraîneur adjoint de Raúl González Gutiérrez du Paris Saint-Germain, succédant à Jota González (en)

## Palmarès
- Championnat de France (2) : 2013 et 2015
- Coupe de France (3) :
  - Vainqueur en 2007, 2014 et 2015
  - Finaliste en 2008 et 2013
- Trophée des champions (1) : 2014-15
- Finaliste de la Coupe de la Ligue en 2006
- Championnat de France de D2 (2) : 2010, 2017

## Distinctions personnelles
- Élu dans l’équipe « 7 France » par le journal L'Équipe en 2013[7].

## Statistiques
| Saison                | Club                  | Championnat | Championnat | Championnat | Championnat | Coupe de la Ligue | Coupe de la Ligue | Coupe de la Ligue | Coupe de la Ligue | Supercoupe | Supercoupe | Supercoupe | Supercoupe | Compétitions continentales | Compétitions continentales | Compétitions continentales | Compétitions continentales | Total | Total  | Total | Total |
| Saison                | Club                  | MJ          | Arrêts      | Ch.         | 7m          | MJ                | Arrêts            | Ch.               | 7m                | MJ         | Arrêts     | Ch.        | 7m         | MJ                         | Arrêts                     | Ch.                        | 7m                         | MJ    | Arrêts | Ch.   | 7m    |
| --------------------- | --------------------- | ----------- | ----------- | ----------- | ----------- | ----------------- | ----------------- | ----------------- | ----------------- | ---------- | ---------- | ---------- | ---------- | -------------------------- | -------------------------- | -------------------------- | -------------------------- | ----- | ------ | ----- | ----- |
| 2005-06               | Paris Saint-Germain   | 26          | 203         |             |             | -                 |                   |                   |                   | -          |            |            |            | 8                          |                            |                            |                            | ...   | ...    | ...   | ...   |
| 2006-07               | Paris Saint-Germain   | 25          | 182         |             |             | -                 |                   |                   |                   | -          |            |            |            | 6                          |                            |                            |                            | ...   | ...    | ...   | ...   |
| 2007-08               | Paris Saint-Germain   | 26          | 281         |             |             | -                 |                   |                   |                   | -          |            |            |            | 2                          |                            |                            |                            | ...   | ...    | ...   | ...   |
| 2008-09               | Paris Saint-Germain   | 26          | 158         |             |             | -                 |                   |                   |                   | -          |            |            |            | 6                          |                            |                            |                            | ...   | ...    | ...   | ...   |
| 2009-10               | Paris Saint-Germain   |             |             |             |             |                   |                   |                   |                   |            |            |            |            | 6                          |                            |                            |                            | ...   | ...    | ...   | ...   |
| 2010-11               | Paris Saint-Germain   | 26          | 229         |             |             | -                 |                   |                   |                   | -          |            |            |            | -                          | -                          | -                          | -                          | ...   | ...    | ...   | ...   |
| 2011-12               | Paris Saint-Germain   | 26          | 279         |             |             | -                 |                   |                   |                   | -          |            |            |            | -                          | -                          | -                          | -                          | ...   | ...    | ...   | ...   |
| 2012-13               | Paris Saint-Germain   | 23          | 122         |             |             | 1                 | 17                |                   |                   | -          |            |            |            | -                          | -                          | -                          | -                          | ...   | ...    | ...   | ...   |
| 2013-14               | Paris Saint-Germain   | 24          | 185         |             |             | 2                 | 9                 |                   |                   | -          |            |            |            | -                          | -                          | -                          | -                          | ...   | ...    | ...   | ...   |
| 2014-15               | Paris Saint-Germain   | 26          | 98          |             |             | 1                 | 14                |                   |                   | 2          | 8          |            |            | 14                         |                            |                            |                            | ...   | ...    | ...   | ...   |
| 2015-16               | Paris Saint-Germain   | 26          | 57          |             |             | 3                 | 3                 |                   |                   | 2          | 0          |            |            | 14                         |                            |                            |                            | ...   | ...    | ...   | ...   |
| Sous-total : PSG      | Sous-total : PSG      | 254         | 2 137       | ...         | ...         | 7                 | 43                | ...               | ...               | 4          | 8          | ...        | ...        | 68                         | ...                        | ...                        | ...                        | 333   | 2 188  | ...   | ...   |
| 2016-17               | Tremblay-en-France HB |             |             |             |             |                   |                   |                   |                   |            |            |            |            |                            |                            |                            |                            | ...   | ...    | ...   | ...   |
| 2017-18               | Tremblay-en-France HB |             |             |             |             |                   |                   |                   |                   |            |            |            |            |                            |                            |                            |                            | ...   | ...    | ...   | ...   |
| 2018-19               | Tremblay-en-France HB |             |             |             |             |                   |                   |                   |                   |            |            |            |            |                            |                            |                            |                            | ...   | ...    | ...   | ...   |
| 2019-20               | Tremblay-en-France HB |             |             |             |             |                   |                   |                   |                   |            |            |            |            |                            |                            |                            |                            | ...   | ...    | ...   | ...   |
| 2020-21               | Tremblay-en-France HB |             |             |             |             |                   |                   |                   |                   |            |            |            |            |                            |                            |                            |                            | ...   | ...    | ...   | ...   |
| Sous-total : Tremblay | Sous-total : Tremblay | ...         | ...         | ...         | ...         | ...               | ...               | ...               | ...               | ...        | ...        | ...        | ...        | ...                        | ...                        | ...                        | ...                        | ...   | ...    | ...   | ...   |
| Total (15 saisons)    | Total (15 saisons)    | ...         | ...         | ...         | ...         | ...               | ...               | ...               | ...               | ...        | ...        | ...        | ...        | ...                        | ...                        | ...                        | ...                        | ...   | ...    | ...   | ...   |